# أندرو ويلسون (راكب الكنو)
أندرو ويلسون (بالإنجليزية: Andrew Wilson)‏ هو راكب الكنو أسترالي، ولد في 1 أغسطس 1964.

## وصلات خارجية
- أندرو ويلسون على موقع أوليمبيديا (الإنجليزية)